# Nicolás González
Nicolás González , né le 6 avril 1998 à Escobar, est un footballeur international argentin qui évolue actuellement au poste d'attaquant à la Juventus FC en prêt de l'ACF Fiorentina.

## Biographie

### Carrière en club

#### Argentinos Juniors (2016-2018)
González intègre l'équipe première d'Argentinos Juniors en juillet 2016 où il a été formé durant plus de 10 ans.

#### VfB Stuttgart (2018-2021)
Le 10 juillet 2018, González signe un contrat de cinq ans avec le VfB Stuttgart. Club avec lequel, il a joué un total de 79 matchs et inscrit 23 buts toutes compétitions confondues.

#### Fiorentina (depuis 2021)
Le 23 juin 2021, González rejoint le club italien de la Fiorentina pour un montant estimé à 23 millions d'euros hors bonus. Le joueur s'engage jusqu'en juin 2026.
Le 13 août 2021, il joue son premier match officiel avec la Fiorentina en Coupe d'Italie. Son équipe s'impose face à Cosenza par 4 à 0. González inscrit du même coup son tout premier but sous le maillot toscan à la 37e minute de jeu lors de cette victoire au 1er tour de la compétition.

### En équipe nationale
Le 11 novembre 2022, il est sélectionné par Lionel Scaloni pour participer à la Coupe du monde 2022. Une semaine plus tard, la fédération argentine annonce son forfait en raison d'une blessure musculaire. Il n'est donc pas membre de la sélection argentine qui remporte cette Coupe du monde.

## Statistiques
| Saison                | Club                  | Championnat           | Championnat | Championnat | Championnat | Coupe(s) nationale(s) | Coupe(s) nationale(s) | Coupe(s) nationale(s) | Supercoupe | Supercoupe | Supercoupe | Compétition(s) continentale(s) | Compétition(s) continentale(s) | Compétition(s) continentale(s) | Compétition(s) continentale(s) | Barrages | Barrages | Barrages | +Coupe du monde des clubs | +Coupe du monde des clubs | +Coupe du monde des clubs | Total | Total | Total |
| Saison                | Club                  | Division              | M.          | B.          | P.d.        | M.                    | B.                    | P.d.                  | M.         | B.         | P.d.       | Comp.                          | M.                             | B.                             | P.d.                           | M.       | B.       | P.d.     | M.                        | B.                        | P.d.                      | M.    | B.    | P.d.  |
| 2016-2017             | Argentinos Juniors    | Primera B Nacional    | 20          | 4           | 0           | 2                     | 0                     | 0                     | -          | -          | -          | -                              | -                              | -                              | -                              | -        | -        | -        | -                         | -                         | -                         | 22    | 4     | 0     |
| 2017-2018             | Argentinos Juniors    | Primera División      | 24          | 7           | 1           | 1                     | 0                     | 0                     | -          | -          | -          | -                              | -                              | -                              | -                              | -        | -        | -        | -                         | -                         | -                         | 25    | 7     | 1     |
| Sous-total            | Sous-total            | Sous-total            | 44          | 11          | 1           | 3                     | 0                     | 0                     | -          | -          | -          | -                              | -                              | -                              | -                              | -        | -        | -        | -                         | -                         | -                         | 47    | 11    | 1     |
| 2018-2019             | VfB Stuttgart         | 1. Bundesliga         | 30          | 2           | 3           | 1                     | 0                     | 0                     | -          | -          | -          | -                              | -                              | -                              | -                              | 2        | 0        | 1        | -                         | -                         | -                         | 33    | 2     | 4     |
| 2019-2020             | VfB Stuttgart         | 2. Bundesliga         | 27          | 14          | 3           | 2                     | 1                     | 1                     | -          | -          | -          | -                              | -                              | -                              | -                              | -        | -        | -        | -                         | -                         | -                         | 29    | 15    | 4     |
| 2020-2021             | VfB Stuttgart         | 1. Bundesliga         | 15          | 6           | 2           | 2                     | 0                     | 0                     | -          | -          | -          | -                              | -                              | -                              | -                              | -        | -        | -        | -                         | -                         | -                         | 17    | 6     | 2     |
| Sous-total            | Sous-total            | Sous-total            | 72          | 22          | 8           | 5                     | 1                     | 1                     | -          | -          | -          | -                              | -                              | -                              | -                              | 2        | 0        | 1        | -                         | -                         | -                         | 79    | 23    | 10    |
| 2021-2022             | ACF Fiorentina        | Serie A               | 33          | 7           | 6           | 6                     | 1                     | 1                     | -          | -          | -          | -                              | -                              | -                              | -                              | -        | -        | -        | -                         | -                         | -                         | 39    | 8     | 7     |
| 2022-2023             | ACF Fiorentina        | Serie A               | 24          | 6           | 1           | 5                     | 2                     | 0                     | -          | -          | -          | C4                             | 13                             | 6                              | 3                              | -        | -        | -        | -                         | -                         | -                         | 42    | 14    | 4     |
| 2023-2024             | ACF Fiorentina        | Serie A               | 29          | 12          | 2           | 2                     | 0                     | 1                     | -          | -          | -          | C4                             | 13                             | 4                              | 2                              | -        | -        | -        | -                         | -                         | -                         | 44    | 16    | 5     |
| Sous-total            | Sous-total            | Sous-total            | 86          | 25          | 9           | 13                    | 3                     | 2                     | -          | -          | -          | -                              | 26                             | 10                             | 5                              | -        | -        | -        | -                         | -                         | -                         | 125   | 38    | 16    |
| 2024-2025             | Juventus (prêt)       | Serie A               | 26          | 3           | 2           | 2                     | 1                     | 1                     | 1          | 0          | 0          | C1                             | 6                              | 1                              | 1                              | -        | -        | -        | 3                         | 0                         | 0                         | 38    | 5     | 4     |
| Total sur la carrière | Total sur la carrière | Total sur la carrière | 228         | 60          | 20          | 22                    | 4                     | 3                     | 1          | 0          | 0          | -                              | 32                             | 11                             | 6                              | 2        | 0        | 1        | 3                         | 0                         | 0                         | 288   | 75    | 30    |

### En sélection nationale
| Saison                | Sélection             | Phases finales        | Phases finales | Phases finales | Phases finales | Éliminatoires CDM | Éliminatoires CDM | Éliminatoires CDM | Matchs amicaux | Matchs amicaux | Matchs amicaux | Total | Total | Total |
| Saison                | Sélection             | Compétition           | M              | B              | Pd             | M                 | B                 | Pd                | M              | B              | Pd             | M     | B     | Pd    |
| --------------------- | --------------------- | --------------------- | -------------- | -------------- | -------------- | ----------------- | ----------------- | ----------------- | -------------- | -------------- | -------------- | ----- | ----- | ----- |
| 2019-2020             | Argentine             | -                     | -              | -              | -              | -                 | -                 | -                 | 3              | 0              | 0              | 3     | 0     | 0     |
| 2020-2021             | Argentine             | Copa América 2021     | 5              | 0              | 0              | 3                 | 2                 | 1                 | -              | -              | -              | 8     | 2     | 1     |
| 2021-2022             | Argentine             | Finalissima 2022      | 1              | 0              | 0              | 8                 | 1                 | 0                 | 1              | 0              | 0              | 10    | 1     | 0     |
| 2022-2023             | Argentine             | -                     | -              | -              | -              | -                 | -                 | -                 | 3              | 1              | 1              | 3     | 1     | 1     |
| 2023-2024             | Argentine             | Copa América 2024     | 5              | 0              | 0              | 6                 | 1                 | 1                 | 4              | 0              | 0              | 15    | 1     | 1     |
| 2024-2025             | Argentine             | -                     | -              | -              | -              | 3                 | 1                 | 0                 | -              | -              | -              | 3     | 1     | 0     |
| Total sur la carrière | Total sur la carrière | Total sur la carrière | 11             | 0              | 0              | 20                | 5                 | 2                 | 11             | 1              | 1              | 42    | 6     | 3     |

## Palmarès

### En club
Avec Argentinos Juniors, González est champion d'Argentine de deuxième division en 2017. Avec la Fiorentina, il est finaliste en 2023 de la Coupe d'Italie et de la Ligue Europa Conférence.

### En sélection
Avec l'Argentine, il gagne la Copa América en 2021 et en 2024 puis la Coupe des champions CONMEBOL–UEFA en 2022.